# El mundo de la música
El mundo de la música fue un programa de televisión educativo, musical e infantil, emitido por La 1 de Televisión española entre 1975 y 1980. Se programaba los martes por la tarde dentro del contenedor Un globo, dos globos, tres globos, para pasar en sus últimas temporadas a la mañana del sábado.

## Formato
Espacio de corte cultural, pretendía acercar el mundo de la música clásica a los niños españoles, que además semanalmente visitaban el plató donde se grababa el programa. Se emitía inicialmente en blanco y negro y con media hora de duración, pasó más tarde al color y una hora de emisión. En la primera temporada se dedicaba cada programa monográfico a un instrumento musical que era presentado por un virtuoso en el mismo. A partir de 1976 se incorporó al espacio el maestro Enrique García Asensio, junto a la Orquesta y Coro de Radiotelevisión española, de la que a la sazón era director. Desde esa época, cada programa se dedicaba a analizar la obra de un compositor clásico, con participación activa de los niños que incluso dirigían la orquesta con la batuta que les venía regalada. Asimismo se presentaban concursos entre los escolares de conocimientos musicales agrupados por categorías.